# Changsha
Changsha (kineski: 长沙市, pinyin: Chángshā; doslovno: „Dugi pješčani sprud”) je najveći i glavni grad kineske provincije Hunan, u južnom dijelu središnje Kine. 

## Zemljopisne odlike
Changsha se nalazi na obalama rijeke Xiang, pritoke Jangcea,  i zapadnom dijelu bazena Changliu. Najviša točka u Changsha je planina Qixing (岭) smještena u gradu Daweishanu, visine 1.607,9 m, a najniža točka je Zhanhu (湛 湖) u gradu Qiaokou, visine 23,5 m.

### Klima
Po Köppenovoj klasifikaciji klime Changsha ima vlažnu suptropsku klimu s godišnjom prosječnom temperaturom od 17,03 °C, s prosjekom od 4,6 °C u siječnju i 29,0 °C u srpnju. Prosječna godišnja količina oborina je 1.331 milimetara, s razdobljem od 275 dana bez mraza. S mjesečnim postotkom sunčeve svjetlosti u rasponu od 19% u ožujku do 57% u kolovozu, grad dobiva 1.545 sati jakog sunca godišnje. Ljeta su duga i vrlo vruća, s jakim kišama, a jesen je ugodna i najsušija. Zima je prohladna i oblačna, a proljeće je osobito kišno i vlažno.

## Povijest
Razvoj ovog područja je započeo oko 3000. godine prije Krista kada se Changsha razvio uz širenje neolitičke kulture Longshan. Postoje dokazi da su ljudi živjeli i napredovali na tom području tijekom brončanog doba. Otkriveni su brojni primjeri keramike i drugih predmeta.
Kolaps Istočnog Zhoua doveo je do nemirnog Razdoblja proljeća i jeseni (770. – 476. pr. Kr.) u kojemu je kultura Yuea s istoka osvojila Changsha. Tijekom vrhunca Razdoblja zaraćenih država, Chu (država) je preuzeo kontrolu nad Changsha i pretvorio grad u važan dio južnog dijela Chu kraljevstva. 1950-ih je u gradu i okolici otkriveno više od 3.000 grobnica iz razdoblja zaraćenih država. Grad se u tekstovima zaraćenih država ponekad naziva Qingyang (青阳 Qīngyáng).
Changsha je bio važan grad od vremena dinastije Qin (221–207. pr. Kr.). Za vrijeme dinastije Han bio je glavni grad vazalnog kraljevstva Changshá. U razdoblju od 750. do 1100. Changsha je bio važno trgovačko središte čije je stanovništvo prilično poraslo. 
Za vrijeme dinastije Song grad je stekao rang županije i tijekom tog razdoblja osnovana je i Yuelu akademija u kojoj je učio filozof Si Ču (Zhu Xi). Ovu školu su uništili Mongoli i obnovljena je tijekom dinastije Ming.
Pod dinastijom Qing, je od 1644. bio sjedište pokrajine Hunan, te vodeće tržište za rižu. Za vrijeme Tajpinškog ustanka je bio pod opsadom, ali nije pao. 
Godine 1904. Changsha je postala luka otvorena za strance. U sljedećim godinama, mnogi Europljani i Amerikanci su se naselili. Strani utjecaj bio je osobito vidljiv u izgradnji crkava, obrazovnih ustanova i malih tvornica.
Od 1912. – 1918. Mao Ce-tung je živio kao student u Changshau i tu se obratio na komunizam. Vratio se u Changsha u travnju 1919., gdje se oženio svojom drugom ženom Yang Kaihui.
Oko tog grada su se vodile važne bitke Drugog kinesko-japanskog rata (1939., 1941. i 1942.), a kraće vrijeme su ga okupirali Japanci. Obnovljen je od 1949. godine i danas je važna luka i trgovačko i industrijsko središte.

## Znamenitosti
Muzej Hunana u Changshau posjeduje preko 180.000 povijesno značajnih predmeta od dinastije Zhou do nedavne dinastije Qing, smješteno na 51.000 hektara prostora u muzeju.
Mawangdui je poznata grobnica smještena 22 kilometra istočno od Changsha. U njoj su otkriveni brojni artefakti iz dinastije Han, kao što su svileni pogrebni natpisi koji su okruživali grobnicu, zajedno s mnoštvom klasičnih tekstova. Grob dame Dai u Mawangdui je dobro poznat zbog dobro očuvanog stanja pokojne; znanstvenici su uspjeli otkriti krv, provesti obdukciju i utvrđeno je kako je umrla od srčane bolesti zbog loše prehrane.
Tianxin paviljon sagrađen je za vrijeme dinastije Ming. Ovaj paviljon, koji ima visinu od 13 metara i duljinu od 220 metara, postao je jedan od simbola grada.
Godine 2009. u Changshau je podignuta 32-metarsko poprsje mladog Mao Ce-tunga od granita.
God. 2013. u Changsha je započeta izgradnja „Nebeskog grada” (天空城市 Tiānkōng Chéngshì) koji će po završetku, s 838 metara visine i 200 katova, biti najveći neboder na svijetu. No, 2016. god. izgradnja nebodera je odgođena zbog očuvanja okoliša.

## Uprava
Pod-pokrajinski grad Changsha se sastoji od šest gradskih četvrti, jedne županije (distrikt) i dva grada na razini županija:
| Zemljovid                                                                        | Zemljovid | Zemljovid     | Zemljovid            | Zemljovid      | Zemljovid      |
| -------------------------------------------------------------------------------- | --------- | ------------- | -------------------- | -------------- | -------------- |
| Furong 1 Yuelu Kaifu Yuhua Wangcheng Changsha okrug Ningxiang Liuyang 1. Tianxin |           |               |                      |                |                |
| Podjela                                                                          | Kineski   | Pinyin        | Stanovništvo (2010.) | Površina (km²) | Gustoća (/km²) |
| Urbano središte                                                                  |           |               |                      |                |                |
| Furong                                                                           | 芙蓉区    | Fúróng Qū     | 523.730              | 42             | 12.470         |
| Tianxin                                                                          | 天心区    | Tiānxīn Qū    | 475.663              | 74             | 6.428          |
| Yuelu                                                                            | 岳麓区    | Yuèlù Qū      | 801.861              | 552            | 1.453          |
| Kaifu                                                                            | 开福区    | Kāifú Qū      | 567.373              | 187            | 3.034          |
| Yuhua                                                                            | 雨花区    | Yǔhuā Qū      | 725.353              | 114            | 6.363          |
| Wangcheng                                                                        | 望城区    | Wàngchéng Qū  | 523.489              | 970            | 540            |
| Predgrađa i sela                                                                 |           |               |                      |                |                |
| Liuyang                                                                          | 浏阳市    | Liúyáng Shì   | 1.278.928            | 4.999          | 256            |
| Ningxiang                                                                        | 宁乡市    | Níngxiāng Shì | 1.168.056            | 2.906          | 402            |
| Changsha okrug                                                                   | 长沙县    | Chángshā Xiàn | 979.665              | 1.997          | 491            |

## Stanovništvo
Prema popisu iz 2010., Changsha je imao 7.044.118 stanovnika, što čini 10,72% stanovništva pokrajine Hunan. Dio je gradske konglomeracije ili megalopolisa Chang-Zhu-Tan, koje je 2010. god. na 28,087 km² imalo 8,3 milijuna stanovnika i BDP od 320 milijardi Yuana (CNY).
| 1950.   | 1960.   | 1970.   | 1980.   | 1990.     | 2000.     | 2010.     | 2017.     |
| ------- | ------- | ------- | ------- | --------- | --------- | --------- | --------- |
| 577.000 | 861.000 | 731.000 | 830.000 | 1.089.000 | 2.182.000 | 3.155.000 | 4.232.000 |

## Gospodarstvo
Grad je gospodarsko središte pokrajine Hunan.
Rijeka Xiang dijeli grad na dva dijela zapadnog i istočnog dijela, istočni dio je uglavnom komercijalno područje, a zapad je uglavnom kulturno i obrazovno područje. Dana 10. listopada 2001. sjedište grada Changsha prebačeno je iz Ulice Fanzheng u Guanshaling. Od tada je gospodarstvo obiju strana rijeke Xiang postiglo uravnotežen razvoj.
BDP u Changshau 2014. iznosio je 186,41 milijardi USD, po glavi stanovnika 25.143 USD. Od 2000. do 2014. godine, BDP po glavi stanovnika je vrlo brzo porastao, oko 11,8 % godišnje

## Prijevoz
Dana 29. travnja 2014. otvorena je prva linija linije podzemne željeznice. 
Grad ima međunarodnu zračnu luku Changsha Huanghua koja je od 2016. povezana Changsha Maglev Express linijom, kojom voze magnetno levitacijski vlakovi.

## Zbratimljeni gradovi
- Annapolis, Maryland  SAD (2008.)
- Auburn City  Australija (1984.)
- Brazzaville  Republika Kongo (1982.)
- Bukit Timah  Singapur (1994.)
- Dijon  Francuska (1984.)
- Entebbe  Uganda (2003.)
- Francisco Beltrão  Brazil (2000.)
- Fribourg  Švicarska (1994.)
- Gumi   Južna Koreja (1998.)
- Jersey City, New Jersey  SAD (1995.)
- Kagoshima  Japan (1982.)
- Kimberley, Južnoafrička Republika
- Mons  Belgija (1998.)
- Saint Paul, Minnesota  SAD (1988.)

## Vanjske poveznice
|  | Zajednički poslužitelj ima još gradiva o temi Changsha |

- Službene stranice grada  Arhivirana inačica izvorne stranice od 8. veljače 2014. (Wayback Machine) (kin.)
- Changsha Državna High-Tech Industrijska razvojna zona  Arhivirana inačica izvorne stranice od 9. veljače 2014. (Wayback Machine) (engl.)